# 번개 아텀
"번개 아텀"은 한국에서 제작된 용유수 감독의 1971년 애니메이션, 가족, SF 영화이다. 박규채 등이 주연으로 출연하였다.

## 출연

### 주연
- 박규채
- 김기일
- 이은미
- 김영옥
- 김성겸
- 최병학
- 홍성민
- 나문희